# Pterophorus rileyi
Pterophorus rileyi is een vlinder uit de familie vedermotten (Pterophoridae). De wetenschappelijke naam van de soort is voor het eerst geldig gepubliceerd in 1898 door Charles Henry Fernald.